# Rhododendron scabrum
Rhododendron scabrum är en ljungväxtart. Rhododendron scabrum ingår i släktet rododendron, och familjen ljungväxter.

## Underarter
Arten delas in i följande underarter:
- R. s. linearisepalum
- R. s. roseum
- R. s. amanoi
- R. s. scabrum
- R. s. yakuinsulare

## Bildgalleri

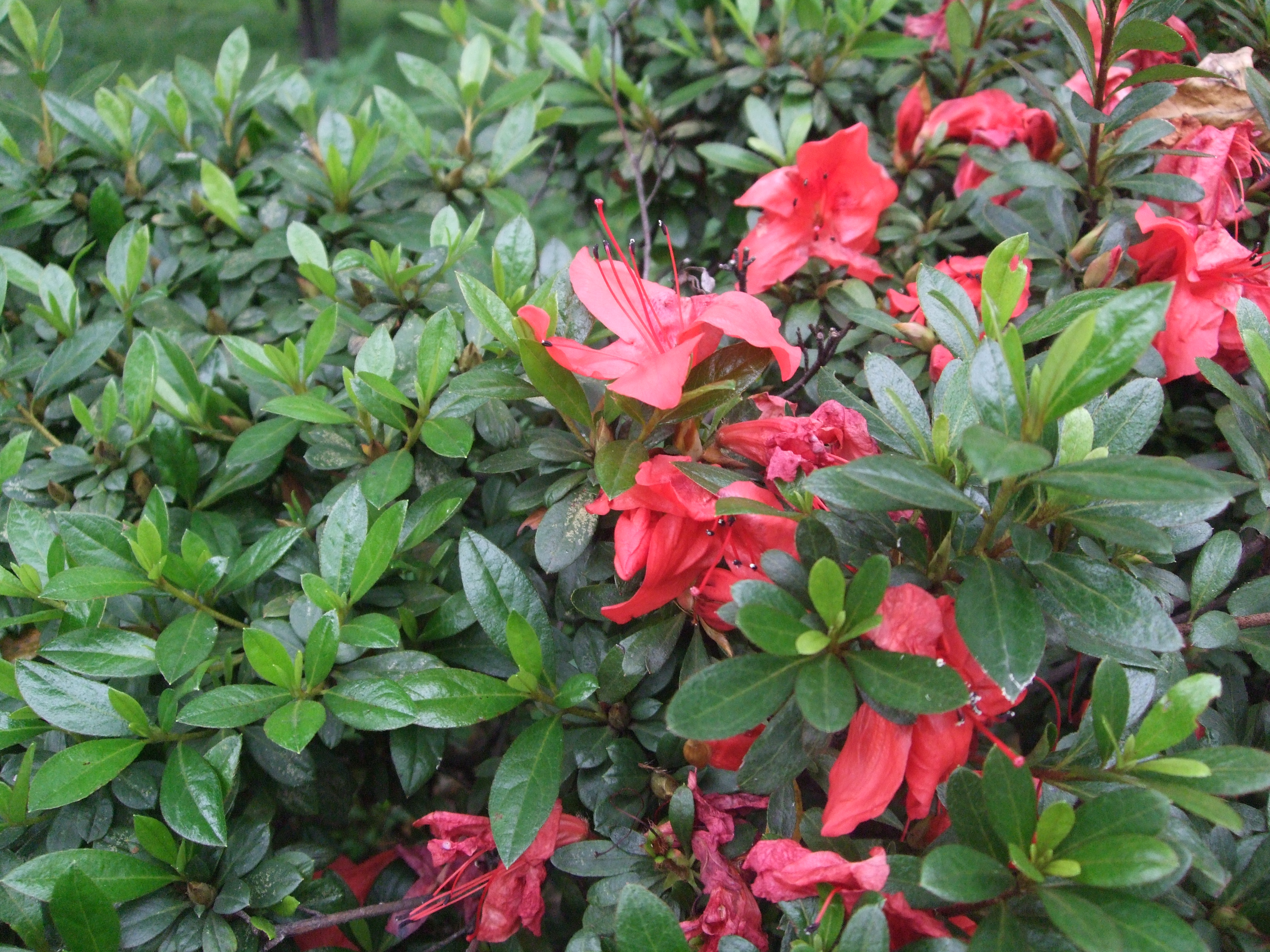
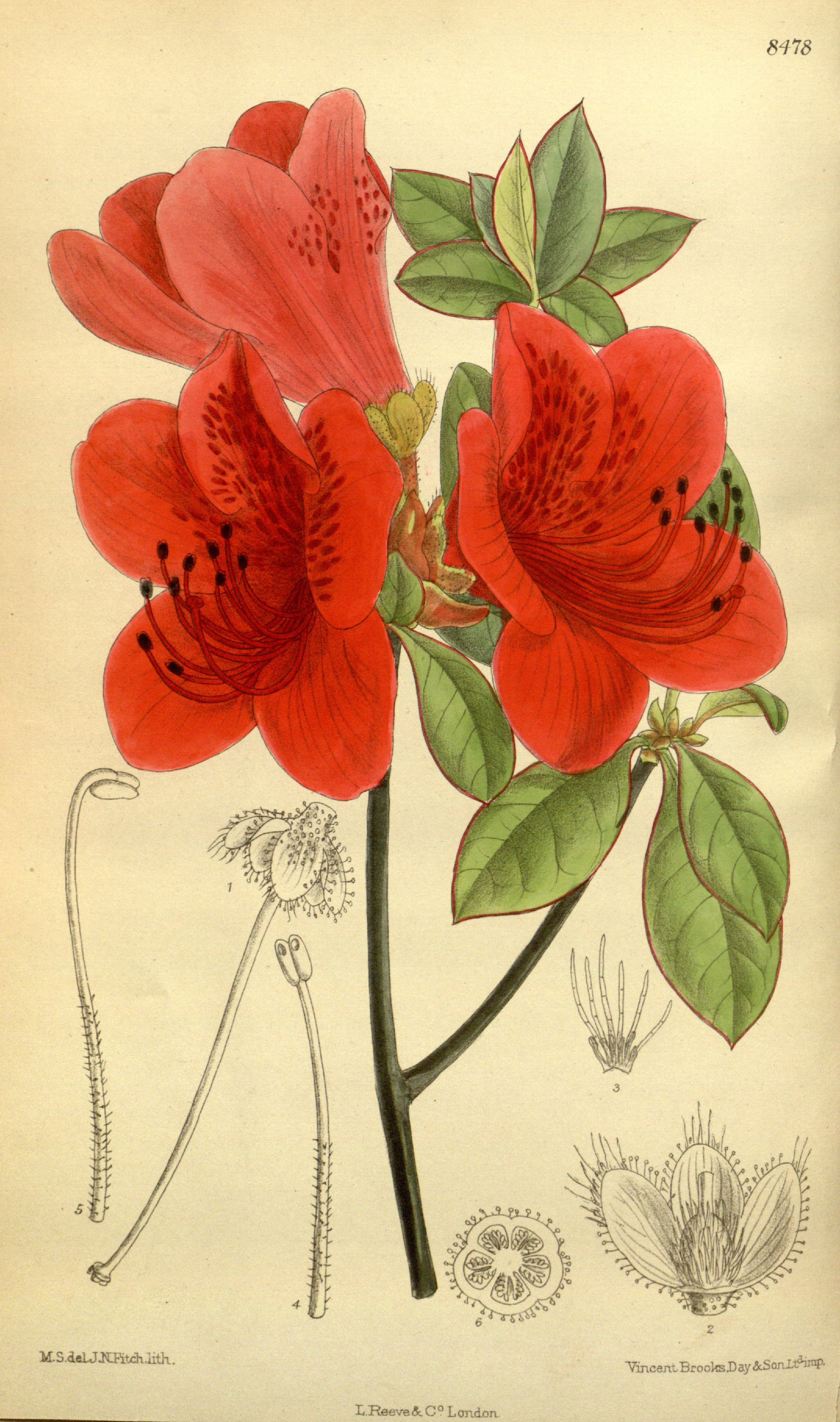